# الحرس الملكي السعودي
رئاسة الحرس الملكي السعودي هي المكلفة بتأمين الحراسة للملك وولي العهد وكبار الشخصيات من ضيوف الدولة وكافة القصور والدواوين والضيافات الملكية وكافة المناسبات التي يرعاها الملك وولي العهد، وتم تحويل قيادة الحرس الملكي إلى رئاسة بعد نقل اللواء الخاص من الحرس الوطني المكلف بحراسة عبد الله بن عبد العزيز آل سعود عندما كان ولياً للعهد ودمجه بالحرس الملكي، وتم فصل الحرس الملكي عن وزارة الدفاع وأصبح قطاعاً مستقلاً وبميزانية مستقلة، وتم توحيد اللباس والتجهيزات وأصبح رئيس الحرس الملكي مرتبطاً ارتباطاً مباشراً بالملك.

## التاريخ
مر الحرس الملكي بثلاث مراحل مختلفة في تاريخه؛ فالمرحلة الأولى لم يكن هناك تشكيل باسم الحرس الملكي ولكنها قوة من الجيش تسمى رسمياً قوة المنطقة الشرقية تقوم بأعمال الحرس الملكي، والمرحلة الثانية تشكيل رسمي باسم لواء الحرس الملكي مرتبط بوزارة الدفاع والطيران ثم أصبح قوة منفصلة عن وزارة الدفاع ومرتبطة بالملك تحت مسمى إمارة القصور والحرس الملكي، وفي فترة لاحقة ارتبطت بوزارة الدفاع وانتهت هذه المرحلة عام 1384هـ بدمج الحرس الملكي بالجيش تحت مسمى اللواء الرابع وانتقل خارج منطقة الرياض، والمرحلة الثالثة بدأت بتكوين الحرس الملكي من بعض الحراسات المتبقية من اللواء الرابع (الحرس الملكي سابقاً) الموجودة في الرياض وجدة ومرتبطة برئاسة الأركان بوزارة الدفاع والطيران وفي وقت لاحق بالقوات البرية بعد تشكيلها. وبعد تولي الملك عبد الله بن عبد العزيز مقاليد الحكم في المملكة العربية السعودية في 26 / 6 / 1426 هـ وصدور الأمر الملكي بتعيين الفريق / حمد بن محمد العوهلي قائداً للحرس الملكي في 15 / 8 / 1426 هـ وترقيته إلى فريق أول في 30 / 9 / 1426 هـ وبعد صدور الأمر الملكي في تاريخ 11/2/1427 هـ بدمج اللواء الخاص من الحرس الوطني في الحرس الملكي بجهاز واحد تحت اسم (قيادة الحرس الملكي) يرتبط بالملك مباشرةً انتقل الحرس الملكي إلى مرحلة جديدة مختلفة عن ما سبقها. وقبل الكتابة عن هذه المرحلة الجديدة لابد من الكتابة عن تاريخ اللواء الخاص الذي تولى حراسة وخدمة الملك عبد الله بن عبد العزيز لأكثر من (45) عاماً وأصبح الآن بأمر الملك عبد الله بن عبد العزيز جزء من الحرس الملكي.

### المرحلة الأولى (1348 هـ - 1369 هـ)
بعد أن انتهت مرحلة توحيد أقاليم المملكة العربية السعودية شرع الملك عبد العزيز في إعادة تنظيم الحاميات العسكرية التي كانت موجودة في ثغور الحجاز، وعلى سبيل المثال صدر قرار (تشكيل لمفرزة ينبع مكونة من قسم مدفعية وقسم رشاش وذلك بتاريخ 23/10/1344 هـ وفي 20/4/1345 هـ صدر تشكيل حامية جدة وهذه المفارز مرتبطة مباشرة بوكالة المالية).
بدأ الملك عبد العزيز يفكر جاداً في بناء القوتين البرية والجوية مستفيداً من مخترعات الحرب الحديثة وذلك لما لاحظه من أثر إيجابي لهذه الأسلحة في المعارك، وكيف أن القوات البريطانية استطاعت بقليل من السيارات المسلحة بالرشاشات والطائرات إخراج الأخوان من العراق ومن شرقي الأردن بأسرع وقت وبدون خسائر تذكر، (وقد لمس الأثر الإيجابي لاستخدام الأسلحة الرشاشة في معركة السبلة عام 1347 هـ؛ إذ استطاع فصيل من رماة الرشاش أن يحسم المعركة في بضع دقائق). وبعد انتهاء هذه المعركة بدأت خطوات إنشاء الجيش النظامي وذلك (في عام 1348 هـ حيث أمر الملك عبد العزيز بتكوين مديرية للأمور العسكرية بدأت بإنشاء الجيش النظامي) وذلك بتكوين مجموعات من العسكر النظاميين من ثلاث قطاعات سميت أفواج المشاة، المدفعية، والرشاش، تحت قيادة بعض القادة الذين سبق لهم الخدمة في جيوش نظامية مثل جعفر الطيار، وسعيد جودت، وسعيد الكردي، وأحمد بدوي، ومحسن الحارثي، وإبراهيم الطاسان، وخالد علمدار، وكان مقرهم في مكة المكرمة، وكانت هذه المجموعات هي النواة الأولى للجيش العربي السعودي الحديث، (وفي عام 1353 هجرية بلغت القوات النظامية حداً اقتضى تشكيل وكالة للدفاع وجعلت القوات على ثلاثة صنوف سلاح المشاة، وسلاح المدفعية، وسلاح الفرسان، ونظم الجيش على أسس أفواج وألوية ووزع على بعض مناطق المملكة تبعاً لوضع الدولة الجغرافي، وجعل مقر وكالة الدفاع بالطائف).
وفي عام 1356هـ كلفت قوة من الجيش يقدر تعدادها 150 فرد بقيادة وكيل القائد سعيد جودت بحراسة الملك عبد العزيز في موسم الحج وأثناء تواجده في المنطقة الغربية، وكانت هذه القوة تلازمه حتى مغادرته المنطقة الغربية حيث تودعه عند عودته إلى الرياض من منطقة عشيرة لتعود إلى معسكرها في الطائف لتتفرغ للتدريب وحراسة القصر الملكي وتكررت هذه الواجبات أعوام 57 هـ و 58 هـ، وفي عام 1359 هـ أمر الملك عبد العزيز هذه القوة بمرافقته إلى الرياض حيث استلمت حراسة قصر المربع من شرطة الرياض التي كانت مكلفة بالحراسة تحت قيادة محمد بن عطيشان.
أستلمت هذه القوة النظامية بقيادة القائد سعيد جودت حراسة القصر وجميع أعمال الحرس الملكي بعد أن ضم إليها مجموعة من العسكر المنقولين من الشرطة، وكانت هذه أول قوة نظامية تتواجد في الرياض، ومهمة هذه القوة القيام بأعمال الحرس الملكي والدفاع عن مدينة الرياض، وكان مقرهم في قصر عبد الله الشبيلي في حلة الأحرار بعد ذلك انتقلوا قسم منهم في المربع وقسم في معسكر في حي الفوطة يطلق عليه القشلة (كلمة تركية تعني معسكر) قرب شارع الإمام تركي بن عبد الله.
وفتح باب التجنيد لهذه القوة فالتحق بها عدد كثير من الشباب الذين شدهم العمل في السلك العسكري تدرج البعض منهم في الرتب العسكرية ليصبحوا بعد عدة سنوات قادة ومسؤولين في هذه القوة ومنهم الفريق أول/ عبد الله الراشد البصيلي والعقيد محمد الذيب الذي انتقل لهذه القوة من الأمن العام إضافة إلى خريجي الدفعات الأولى من المدرسة العسكرية من أمثال الشيخ عثمان محمد الحميد.
تم التعرف على الضباط من اللواء المتقاعد / محمد النملة ووجد في بعض المكاتبات التي يعود تاريخها إلى عام 1361 هـ أن هذه القوة تسمى قوة المنطقة الشرقية (وذلك لكونها شرق القوة النظامية الموجودة في المنطقة الغربية) وقائدها القائد سعيد جودت ومرتبطة ارتباطاً مباشراً برئاسة الأركان الحربية التي أنشئت عام 1359 هـ وعين وكيل القائد محمد طارق الأفريقي رئيساً لها لتحل محل مديرية الأمور العسكرية، وكان نظام التدريب لقوة المنطقة الشرقية نظاماً إنجليزياً مثل سائر الوحدات النظامية في الجيش السعودي في ذلك الوقت والتسليح البندقية البوليونية، والرشاش الاشكص والفيكرز، والزي الرسمي السترة والبنطلون والبسطار والغترة والعقال.

### المرحلة الثانية (1370هـ - 1384هـ)
في عام 1370هـ شكل لواء الحرس الملكي من قوات المنطقة الشرقية وقائد اللواء سعيد جودت وكانت وظيفته قائد الحرس الملكي والقوة النظامية وهذه القوة النظامية هي بقية قوات المنطقة الشرقية. وفي شهر جمادى الأول عام 1371 هجرية صدر أمر ملكي بتعيين نواف بن عبد العزيز آل سعود أميراً للقصور والحرس الملكي، وأعيد تشكيل لواء الحرس الملكي ليكون قوة مستقلة تحت مسمى إمارة الحرس الملكي مكونه من فوجي مشاة وسرية بوليس حربي (شرطة عسكرية) ونضيدة مدفعية (سرية)، وسرية تدريب وتجنيد وورشة ميكانيكية (سرية نقل وصيانة)، وفصيل موسيقى، وقسم طبابة، وقيادة حرس القصور بالحجاز (المنطقة الغربية) ومكونة من سريتي مشاة، وكان فيه أول مدرسة لمحو الأمية ساهمت مساهمة فعالة في نشر التعليم في مدينة الرياض تخرج منها عدد كبير من ضباط القوات المسلحة وكبار المسؤولين في الدولة.
وفي 26/6/1371هـ صدر أمر ملكي برقم 5/15/860 بمنح الأمير نواف بن عبد العزيز رتبة فريق ويكون مسمى وظيفته أمير الحرس والقصور الملكية. وبعد وفاة الملك عبد العزيز عام 1373هـ ضم الحرس الملكي لوزارة الدفاع والطيران تحت مسمى لواء الحرس الملكي وتم التعرف على الضباط من اللواء متقاعد /محمد النملة، وفي عام 1376هـ انتقل الحرس الملكي إلى معسكر نموذجي في تلك الفترة من حيث السعة والمباني، وبدأ يلتحق بالحرس الملكي عدد من الضباط من خريجي الدفعات الأولى من كلية الملك عبد العزيز الحربية ومنهم قائد الحرس الملكي الفريق أول ركن/ عبد الله العلي النملة الذي تخرج في 20/10/1376هـ. وفي عام 1377هـ إنفصل الحرس الملكي عن وزارة الدفاع والطيران تحت مسمى إمارة الحرس الملكي (مع الاحتفاظ بالارتباط بالتدريب وترقية الضباط والعلاوات) وتولى إمارة الحرس الملكي مساعد بن سعود بن عبد العزيز آل سعود.
وكان الحرس الملكي قوة ضاربة ساهمت مساهمة فعالة في مساندة الجيش العربي السعودي في الدفاع عن المملكة حيث أرسل منه قوة إلى المنطقة الجنوبية في أوائل الثمانينات الهجرية، أما تشكيل الحرس الملكي فمكون من ثلاث أفواج مشاة، وفوج أسلحة يضم دبابات ثقيلة، ومدرعات، ومدفعية ميدان، ومدافع ضد الطائرات، ومدافع هاون، إضافة إلى الرشاشات والبنادق الآلية، وسرايا ملحقة بقيادة اللواء مثل سرية البوليس الحربي وسرية الموسيقى والورشة الميكانيكية، وتولى إمارة الحرس الملكي بعد الأمير مساعد بن سعود بن عبد العزيز الأمير بندر بن سعود بن عبد العزيز وقد أجرى الحرس الملكي إستعراض عسكري لقواته على شرف الملك سعود بن عبد العزيز، في معسكر الحرس الملكي في الرياض في تاريخ 15/4/1379هـ، وقد شاركت في هذا الاستعراض الدبابات والمدرعات ومدفعية الميدان والمدافع المضادة لطائرات ومدافع الهاون والناقلات وسرايا المشاة. وفي عام 1380هـ تغير اسم إمارة الحرس الملكي إلى رئاسة الحرس الملكي وتولى منصور بن سعود بن عبد العزيز آل سعود رئاسته، بعد ذلك تولى رئاسته سلطان بن سعود بن عبد العزيز آل سعود، وكان الفريق سعيد جودت مايزال قائداً للحرس الملكي.
وكان الزي الرسمي سترة وبنطلون وحذاء ونطاق وسط وبريه (أُستبدلت الغترة بالبرية في 15 ذو الحجة عام 1373هـ)، وفي 20/10/ 1383هـ أحيل الفريق سعيد جودت إلى التقاعد ودمج الحرس الملكي في الجيش وانتقل إلى المدينة المنورة تحت اسم اللواء الرابع وبقي منه سرية حراسات في الناصرية وبعض الحراسات المتفرقة وكانت تراجع قيادة اللواء في المدينة، وكان قائد اللواء الزعيم (عميد) عثمان محمدالحميد.

### اللواء الخاص من (1382 هـ إلى 1426 هـ)
اللواء الخاص وحدة من الوحدات الخاصة بالحرس الوطني مهمتها توفير الأمن والحماية للملك عبد الله بن عبد العزيز حينما كان ولياً للعهد ورئيساً للحرس الوطني في جميع مواقع تواجده بالداخل والخارج، بدأ اللواء الخاص كوحدة صغيرة عندما تسلم عبد الله بن عبد العزيز رئاسة الحرس الوطني عام 1382 هـ حيث كانت البداية بفصيل من الشرطة العسكرية مسؤول عن حراسة سكن رئيس الحرس الوطني، يضاف إليه الحماية الشخصية التي كانت مكونة في ذلك الوقت من مفرزة صغيرة من وحدة الأمن الخاص ومكونة من ضابطان هما :-
1. النقيب / سلطان بن خليل القحطاني.
2. النقيب / فيصل بن عبد المحسن الفرم.
وعدد (5) ضباط صف وفي عام 1399 هـ ألحق إليهما النقيب عبيد بن غثيث العنزي من الفرقة الأولى بالحرس الوطني، للعمل كضابط حماية مرافق والذي أصبح فيما بعد (قائد اللواء الخاص ومساعد قائد الحرس الملكي)، والنقيب / بداح بن عبد الله الفغم، والنقيب / فهد بن عبد العزيز العقيل، والنقيب / أحمد بن منديل العنزي. وفي منتصف عام 1403 هـ صدرت الموافقة السامية (آنذاك) من ولي العهد ونائب رئيس مجلس الوزراء ورئيس الحرس الوطني على تنظيم الفرقة الخاصة بعد إلحاق عدد كبير من الضباط خريجي المدارس العسكرية وضباط الصف والجنود المختارون من وحدات الحرس الوطني ليكونوا النواة لتأسيس الفرقة بعد اختيار الأفضل منهم، واختير الرائد / عبيد بن غثيث العنزي لقيادة الفرقة الخاصة، والنقيب / نقاء بن عائض الحارثي من كتيبة المدفعية الأولى بلواء الإمام محمد بن سعود الآلي ليعمل مساعداً لقائد الفرقة، النقيب / سفر بن فنيدان الحارثي من إدارة الإشراف والمتابعة بعمليات الحرس الوطني ليعمل ركناً للعمليات، والنقيب / محمد بن عبد الله الفغم من كلية الملك خالد العسكرية للعمل ركناً للاستخبارات. وقد بدأت الفرقة الخاصة مهامها الفعلية في 1/4/1404 هـ بالتنظيم والتشكيل التالي: القيادة وسرية القيادة، سرية الحماية، سرية الحراسة، فصيل الصيانة والنقل، فصيل الطبابة، فصيل الهندسة، فصيل الإشارة.

## مهمة وارتباط وواجبات الحرس الملكي

### المهمة
القيام بكافة الإجراءات التي تكفل أمن وحماية الملك وولي العهد في داخل المملكة العربية السعودية وخارجها وباستخدام كافة الوسائل المتوفرة لتحقيق ذلك.

### الارتباط
يرتبط رئيس الحرس الملكي بالملك السعودي ارتباطاً مباشراً.

### الواجبات
1. توفير الأمن والحراسة للملك وولي العهد في أي مكان يتواجد به في داخل المملكة وخارجها وفي جميع تحركاته ووسائل مواصلاته.
2. توفير الأمن والحراسة لضيوف الملك في أي مكان يتواجدون فيه داخل المملكة.
3. توفير الأمن والحراسة لجميع الأماكن التي يزورونها داخل المملكة.
4. توفير الأمن والحراسة للملك وضيوفه خلال الإحتفالات والمؤتمرات التي تقام داخل المملكة بالاشتراك مع أجهزة الأمن الأخرى.
5. توفير الأمن والحراسة لجميع الدواوين والقصور الملكية في مختلف مدن المملكة.
6. توفير الأمن والحراسة لولي العهد أثناء تواجده برفقة الملك أو في أي مكان يتواجد به ويقع تحت مسؤولية الحرس الملكي.
7. متابعة جميع العاملين في مختلف الدواوين والقصور الملكية ومجلس الوزراء وجميع الأماكن التي يتواجد بها الملك ومنحهم بطاقات الدخول إلى تلك الأماكن بعد التأكد منهم من الناحية الأمنية.
8. التنسيق مع المراسم الملكية ومكتب شؤون المواطنون بما يختص بمقابلات الملك للمواطنين وغيرهم من كبار الشخصيات والأجانب.
9. القيام بأي واجبات أخرى قد يكلف بها الحرس الملكي.
10. توفير الأمن والحراسة لأفراد الأسرة المالكة والمسؤولين في الدولة عند سفرهم في مهمات خارج المملكة.
11. القيام بكل المراسم الخاصة باستقبال وتوديع ضيوف المملكة العربية السعودية داخل المملكة، ومراسم تقديم أوراق اعتماد السفراء وذلك بواسطة مجموعات حرس الشرف وأمن المراسم الملكية وسرية الفرسان.
12. القيام بجميع المراسم الخاصة بالاحتفالات والمؤتمرات التي يحضرها الملك أو من ينوب عنه في حالة طلب المسؤولين ذلك.
13. التنسيق مع جميع الأجهزة الأمنية في الاحتفالات والمناسبات المختلفة التي تقام داخل المملكة لوضع خطط الأمن المشتركة لتوفير الأمن والحماية للملك وجميع من برفقته من المسؤولين وكبار الشخصيات.
14. الاشتراك مع قطاعات القوات المسلحة الأخرى في أي عمليات قتالية تتلائم مع مهام وتسليح الحرس الملكي.

## القيادات
- الرئيس الفريق أول ركن: سهيل بن صقر المطيري.
- مساعد الرئيس فريق: أحمد بن صالح الحمدان
- قائد كتيبة الحماية والتعزيز العميد : تركي بن عبد المحسن العبيكان.

## الزي الرسمي
يتكون الزي العسكري للحرس الملكي من أربعة نماذج وهي النموذج الرسمي القميص والبنطلون الأخضر الداكن وقبعة الرأس (البرية) الخضراء، والنموذج الإداري القميص الأخضر الفاتح البنطلون الأخضر الداكن وقبعة الرأس (البرية) الخضراء، والنموذج القتالي البدلة المموهة قبعة الرأس (البرية) الخضراء، وأخيراً نموذج الحرس الخاص القميص الأسود والبنطال الأسود قبعة الرأس (البرية) السوداء وذلك لوحدة وكتيبة الحماية والتعزيز ووحدات الحماية اللصيقة للملك وكبار الضيوف من الملوك ورؤوساء الدول.
| الزي العسكري للحرس الملكي السعودي | الزي العسكري للحرس الملكي السعودي | الزي العسكري للحرس الملكي السعودي | الزي العسكري للحرس الملكي السعودي | الزي العسكري للحرس الملكي السعودي | الزي العسكري للحرس الملكي السعودي | الزي العسكري للحرس الملكي السعودي | الزي العسكري للحرس الملكي السعودي | الزي العسكري للحرس الملكي السعودي | الزي العسكري للحرس الملكي السعودي | الزي العسكري للحرس الملكي السعودي | الزي العسكري للحرس الملكي السعودي |
| --------------------------------- | --------------------------------- | --------------------------------- | --------------------------------- | --------------------------------- | --------------------------------- | --------------------------------- | --------------------------------- | --------------------------------- | --------------------------------- | --------------------------------- | --------------------------------- |

## وصلات خارجية
- موقع الحرس الملكي
- قنفذ بالمقعد الخاص في سيارة الملك فيصل بن عبد العزيز، جريدة الجزيرة، رواية اللواء منصور المالك.